# Jim Bridger
James Felix Bridger ou Jim Bridger (Richmond, 17 de março de 1804 – Kansas City, 17 de julho de 1881) é conhecido no seu país como um famoso personagem do Velho Oeste. Mountain Man (montanhês), caçador, batedor e guia. Ele também foi um notório contador de casos.
Bridger era um homem de grande força física, que sobreviveu a condições extremas desbravando as Montanhas Rochosas, até o Colorado e a fronteira do Canadá. Ele conhecia várias línguas, tais como o francês, o espanhol e diversos dialetos indígenas. Conheceu desbravadores lendários como  Brigham Young, Kit Carson,  John Frémont, Joseph Meek e John Sutter.
Ele começou sua carreira em 1822, como membro da General William Ashley's Upper Missouri Expedition. Ele foi um dos primeiros não-nativos que observou os géisers da região do Yellowstone. Em 1824-1825 ele viu o Great Salt Lake ("O Grande Lago Salgado") que acreditava ser um braço do Oceano Pacífico.
Em 1838, Bridger e Louis Vasquez construiram um posto comercial, depois chamado de Fort Bridger, que atendia pioneiros da Trilha do Oregon.

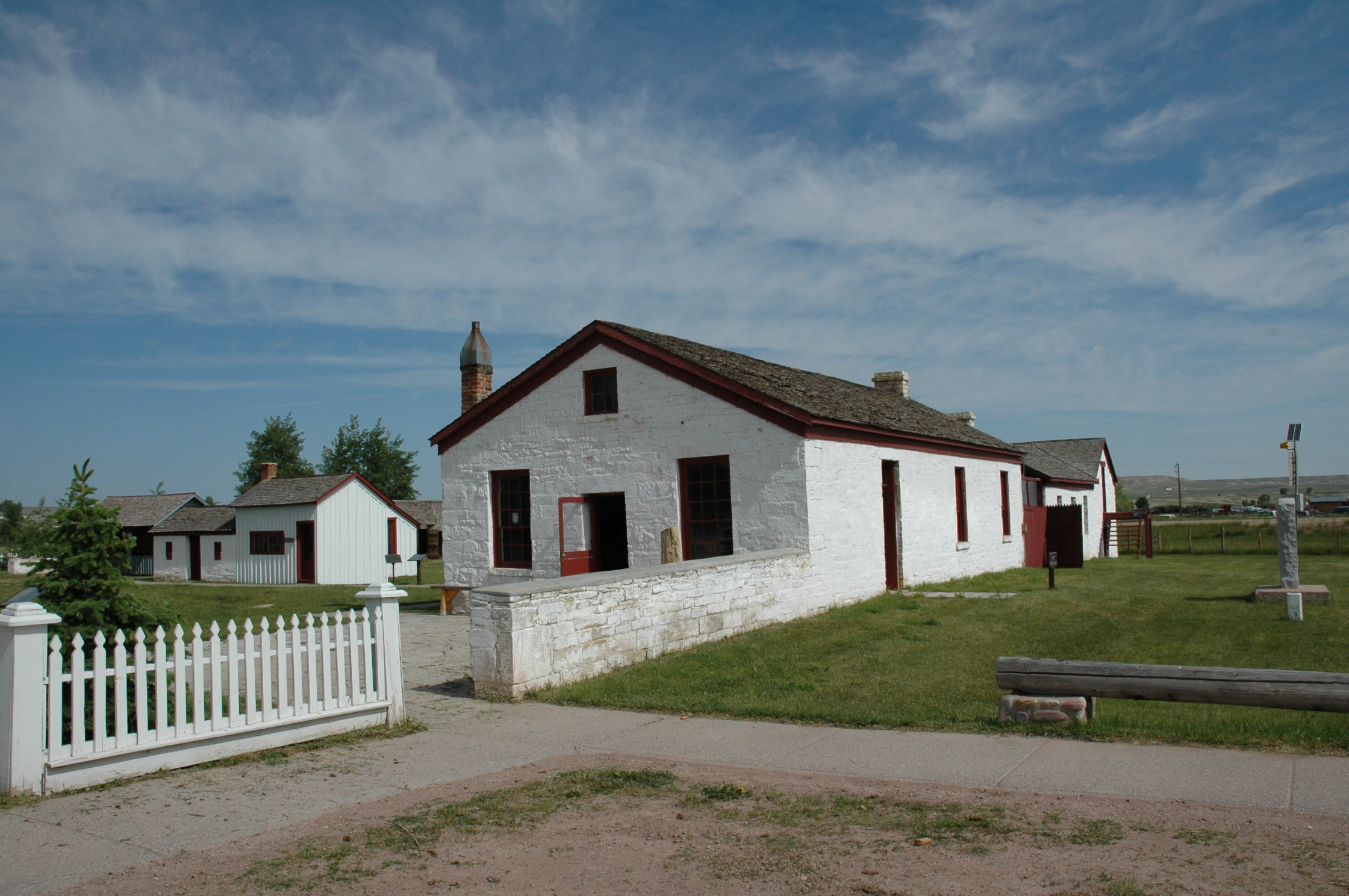
Forte Bridger atual

Em 1835 ele se casou com uma mulher índígena e teve 3 (três) filhos. Ela morreu em 1846, depois ele se casou com a filha do chefe Shoshone, que morreu ao dar a luz, 3 (três) anos depois. Em 1850 ele se casou novamente com uma índígena Shoshone. Alguns de seus filhos foram enviados para estudar no Leste.
Em 1850 ele encontrou uma passagem (Bridger's Pass), que serviu de atalho para a trilha do Oregon, diminuindo o caminho em 61 milhas. Bridger Pass foi depois usado como rota pela companhia ferroviária Union Pacific Railroad.
Foi guia da primeira campanha de Powder River, contra os Sioux e Cheyennes que haviam bloqueado a Trilha Bozeman (Guerra do Nuvem Vermelha).
Dentre os casos popularizados por Bridger estãos os géisers (que depois se viu serem verdadeiros), uma  floresta petrificada, que não tinha somente árvores mas também pássaros petrificados (provavelmente ele viu as árvores petrificadas de Tower Junction, na área do Yellowstone National Park).